# Дубнов Шимон Маркович
Шимон (Семен) Маркович Дубнов (нар. 10 вересня 1860, Мстиславль, Могильовська губернія, Російська імперія — пом. 1941, Рига) — єврейський історик.

## Життєпис
Шимон Маркович Дубнов народився 10 вересня 1860 року в білоруському місті Мстиславль однойменного повіту Могильовської губернії Російської імперії. На початку 1880-х років його не прийняли до Санкт-Петербурзького університету. Знання з історії отримав шляхом самоосвіти. Був одним з активних співробітників провідних єврейських російськомовних видань «Русский еврей», «Рассвет», «Восход» тощо.
Найважливіший період життя Шимона Дубнова припав на роки перебування в Одесі у період 1890–1903 років, де склалась його філософія єврейської історії. В Одесі входив до гуртка видатних єврейських письменників, до якого також належали Менделе Мойхер-Сфорім, Шолом-Алейхем, Агад Га-ам тощо. У 1903–1906 роках жив у Вільно, а у 1906–1922 роках — у Санкт-Петербурзі. У 1906 році був одним з засновників єврейської народної партії.
У праці «Письма о старом и новом еврействе» виклав основи своєї політичної ідеології, так званого «духовного націоналізму». Виступив з критикою сіонізму, вважаючи, що євреї повинні мати автономні права у країнах — розсіяння. За своїми загальними суспільно — політичними поглядами був близький до кадетів. У 1908 року був одним з засновників Єврейського історико — етнографічного товариства. З 1909 року видавав у Санкт-Петербурзі журнал «Еврейская старина», на сторінках якого публікувались цінні джерела з історії євреїв. Брав участь у написанні фундаментальних видань з історії та культури євреїв «Еврейской энциклопедии» та «Истории еврейского народа».
Негативно сприйняв більшовицький переворот. З 1922 року жив у Західній Європі, переважно у Берліні. У 1930-х роках написав чи не найвидатнішу мемуарну пам'ятку в єврейській історії — книгу спогадів «Книга жизни» (3 томи). 1941 року вбитий нацистами у Ризі.

## Наукова діяльність
Автор численних праць з історії євреїв. Писав також під псевдонімами «С. Мстиславський», «Критикус» та ін. Праці Ш. Дубнова видавались російською, німецькою, англійською, французькою, іспанською, італійською, польською, угорською, румунською, болгарською, шведською мовами, мовами іврит та їдиш. Більше 17 видань витримав популярний підручник з єврейської історії для середніх єврейських шкіл. Його брошура «Об изучении еврейской истории» (1891 рік) поклала початок модерній науковій єврейській історіографії. Подібно до провідних істориків бездержавних народів кінця ХІХ — початку ХХ ст. (наприклад М. Грушевського). Намагався створити національну історичну концепцію для єврейського народу. У цій концепції тісно переплітались наукові та суспільно — політичні завдання. Наголошував на необхідності найтісніше пов'язувати історію та сучасність. Основними складовими концепції були думки про пріоритет духовності перед державністю в єврейській історії, зв'язок між історією євреїв у різних регіонах світу, взаємовплив євреїв та устрою держав, в яких вони перебували. На відміну від попередніх єврейських істориків він застосовував до історії євреїв еволюційний соціологічний критерій і бачив у єврействі протягом століть не релігійну групу, а націю. Виступав за необхідність подальшого розширення джерельної бази вивчення історії євреїв. Він першим запропонував періодизацію історії євреїв у Центрально — Східній Європі, заклавши в її основу еволюцію статусу єврейської общини:
- 1096–1264 — створення єврейської общини у Польщі;
- 1264–1506 — зростання єврейської общини у Польщі та Литві;
- 1506–1648 — золота доба єврейства у Речі Посполитій;
- 1648–1772 — криза єврейської общини;
- 1772–1795 — входження єврейської общини у соціально — правову систему Російської імперії.

Одною з пріоритетних дослідницьких тем було дослідження історії релігійно — містичних рухів у євреїв. Найдокладніше історик досліджував хасидизм. Першим з єврейських істориків створив узагальнюючу картину розвитку єврейської культури у другій половині ХІХ століття — початку ХХ століття. Далеко не зі всіма думками Шимона Дубнова можна погодитись. Наприклад, він був одним з популяризаторів концепції «молота та наковадла», згідно якої євреї фактично виключались як самостійний фактор наростання соціально — економічного та політичного антагонізму в Україні у переддень та у часи повстання Богдана Хмельницького. Він недооцінював глибоких корінь єврейських погромів, вважаючи винними за них лише уряди країн, у яких жили євреї.

### Наукові праці
- Учебник еврейской истории для еврейского юношества. — Ч. І. — Одесса, 1898;
- Об изучении истории русских евреев и об учреждении русско-еврейского исторического общества. — СПб, 1891;
- Краткая история евреев. — СПб, 1912;
- Новейшая история еврейского народа. — СПБ, 1914;
- Евреи в царствование Николая ІІ. — ПТГ., 1922;
- История евреев в Европе от начала поселения до конца XVIII века. — Т. 1-4. — Рига, 1936–1937.